# Balgo Hill
Balgo Hill är en ort i Australien. Den ligger i kommunen Halls Creek och delstaten Western Australia, omkring 1 800 kilometer nordost om delstatshuvudstaden Perth. Antalet invånare är 460.
Trakten runt Balgo Hill är nära nog obefolkad, med mindre än två invånare per kvadratkilometer.. Det finns inga andra samhällen i närheten.
Omgivningarna runt Balgo Hill är i huvudsak ett öppet busklandskap. Genomsnittlig årsnederbörd är 533 millimeter. Den regnigaste månaden är januari, med i genomsnitt 146 mm nederbörd, och den torraste är augusti, med 1 mm nederbörd.